# Michel (HSK 9)
El Michel, que recibió su nombre de la Iglesia de San Miguel en Hamburgo, fue un antiguo mercante polaco que recibió en la Kriegsmarine la denominación de Schiff 28 (Barco 28) para su empleo en la Segunda Guerra Mundial, y al que la Armada británica denominó Raider H.

## Historia
El barco fue encargado en 1939 por la Gdynia America Line polaca al astillero Danziger Werft, como mercante que debía llamarse Bielsko. Tras la invasión de Polonia el barco inacabado cayó en manos alemanas. La Norddeutschen Lloyd lo alistó en 1939 bajo el nombre de Bonn, pero en 1940 la Kriegsmarine lo requisó, mandándolo al astillero Schichau de Danzig para que lo trasformara en barco hospital, denominándolo Barco 26 (Schiff 26). Finalmente, fue transformado en crucero auxiliar y alistado con la denominación de Crucero interceptor de comercio 9 (Handelsstörkreuzer 9, HSK 9).

## Armamento
El armamento principal eran seis cañones rápidos de 15-cm, dotados de 1.800 granadas. Estaban por parejas, uno a cada lado, a proa, en la parte delantera y a popa, escondidos pero de tal forma que podían descubrirse en segundos. Esta disposición tenía la desventaja de que por cada lado sólo disponía de tres cañones. Además tenía seis tubos lanzatorpedos, cuatro de ellos por parejas ocultos en cada amura, y los otros dos fijos de forma individual bajo la línea de flotación. El barco llevaba 24 torpedos. Además, llevaba un antiaéreo Flak 38 de 10,5 cm a popa, con 400 disparos, otros cuatro antiaéreos de 3,7 cm (con 8.000 disparos). Los cañones de 15 cm, dos de los de 3,7 cm y los cuatro antiaéreos de 2 cm se tomaron del recién regresado crucero auxiliar Widder: solo eran nuevos el antiaéreo de 10,5 y dos de los de 3,7 cm.
Para descubrir a los barcos enemigos que pudieran ser posibles presas o representar peligro, el crucero auxiliar llevaba dos hidroaviones tipo Arado Ar 196 A-1, colocados en un garaje trasero, y que se sacaban y recogían con una grúa. También llevaba una lancha rápida del tipo LS 4, rápida y maniobrable, dotada con un antiaéreo de 2 cm (400 disparos, bajo cúpula de plexiglas) y dos tubos lanzatorpedos de 45 cm a proa, que se había diseñado especialmente para usarla en cruceros auxiliares, y además de ser muy ligera podía usarse incluso con mar fuerte. Como los aviones, se guardaba en el almacén de popa y se bajaba y recogía con una grúa.

## Tripulación
Como primer comandante fue designado en 1940 el capitán de corbeta Hellmuth von Ruckteschell, que ya había mandado el Widder y por tanto tenía mucha experiencia en la guerra contra el tráfico marítimo. Von Ruckteschell eligió el nombre del barco y a su tripulación, compuesta en su mayor parte por oficiales y marinería del Widder.
Antes de que la tripulación embarcara en diciembre de 1940, siguieron cursos especiales. Mientras la mayoría iba a cursos de marinería, otros fueron a cursos para aprender a pintar, dibujar, esculpir, interpretar teatro, tocar instrumentos e incluso manejar marionetas, por orden de Ruckteschell, que conocía el efecto que un largo viaje ejercía sobre la tripulación y quería que tuvieran distracciones variadas. También encargó al director de una escuela musical que dirigiera el coro y orquesta de la nave.

## Nombre
Alistado el barco a principios de 1941 como Schiff 28, Erich Raeder preguntó a Ruckteschell qué nombre quería para el barco, a lo que él respondió Michel.
Según una teoría, el nombre se referiría a Miguel Alemán, personaje caricaturesco con que desde mediados del siglo XIX se representaba al alemán castizo. Otra teoría lo refiere al Arcángel Miguel, protector de los alemanes (como de todos los cristianos) frente al demonio.
Aunque el nombre gustaba mucho a su tripulación, encontró poca aceptación en los círculos oficiales de Berlín, porque ni el personaje caricaturesco ni el arcángel cristiano parecían oportunos.
Por eso Raeder sugirió a von Ruckteschell elegir otro nombre, proponiéndole el de Götz von Berlichingen vor. Von Ruckteschell lo rechazó, citando la conocida frase de Berlichingen: „Er aber, sag’s ihm, er kann mich im Arsche lecken!“ (Dile de mi parte que puede besarme el culo).
A la vista de la obstinación de von Ruckteschells, Raeder cedió y él mismo bautizó el buque el 7 de septiembre de 1941 como Michel.

## Misiones

### Primer viaje
El 9 de marzo de 1942 zarpó el Michel de Kiel, pasando por Cuxhaven y Flesinga.
Desde allí, disfrazado como dragaminas Sperrbrecher 26, se dispuso a cruzar el Canal de la Mancha rumbo a La Rochelle, donde realizaría los últimos preparativos de su misión.
En la tarde del 13 de marzo, por tanto solo 300 horas tras la Operación Cerberus con la que los acorazados Scharnhorst y Gneisenau cruzaron el Canal en sentido contrario, zaró el Michel alias Sperrbrecher 26 de Flesinga acompañado por nueve dragaminas y por las torpederas Iltis, Jaguar, Seeadler, Falke y Kondor.
A las pocas horas, el convoy fue atacado por varias lanchas torpederas, que fueron rechazadas con ayuda de los cañones antiaéreos y el apoyo de los escoltas. Poco después atacó un grupo de nueve lanchas rápidas y cinco destructores, que solo con ayuda de la cercana artillería costera y de los cañones camuflados del Michel pudieron ser rechazados, lo que tuvo como consecuencia que la Armada británica se enteró de la existencia de un nuevo crucero auxiliar.
Con pocos daños y solo un oficial muerto, alcanzó el convoy Le Havre el 14 de marzo y al día siguiente Saint-Malo, cargando combustible y munición, llegando el Michel a La Rochelle el 17 de marzo, de donde zarpó el día 20 para emprender la guerra comercial en el Atlántico central, con idea de navegar luego hacia el sur apoyando al crucero auxiliar Thor que operaba en el Océano Índico.
El 5 de abril cruzaron el ecuador y el 16 de abril se encontraron con el petrolero Charlotte Schliemann, que les abasteció de combustible. Para no ser descubierto, el Michel se camufló en adelante como mercante noruego.
El 19 de abril fue localizado el primer mercante enemigo, el petrolero británico Patella de la Anglo-Saxon Petroleum Co., que con 10.000 t de petróleo viajaba de Trinidad a Sudáfrica. Tras el cañonazo de aviso y de que el Michel izara la Reichskriegsflagge, el petrolero aumentó la velocidad y emitió la señal RRR, petición de socorro ante el ataque de un crucero auxiliar (Raider). Tras varios disparos que destruyeron el puente y la radio, la tripulación se entregó, el barco fue hundido con cargas explosivas y el Michel capturó a 60 supervivientes.
Tres días después, el 22 de abril, al localizar otro petrolero, von Ruckteschell decidió enviar la lancha rápida Esau. El Michel siguió al barco de noche sin ser descubierto, para precisar su rumbo y velocidad. Se bajó al agua la Esau, que hizo una gran curva sin ser vista para esperar en la oscuridad al petrolero. De madrugada, la Esau disparó dos torpedos contra el petrolero, que estalló en una bola de fuego. El Michel se aproximó y rescató a 13 supervivientes, que identificaron su barco como el Connecticut de la Texas Company, de 8.684 TRB y en ruta también hacia Sudáfrica.
En la mañana del 1 de mayo fue localizado al sur de Santa Helena el barco de pasajeros Menelaus, de 10.307 TRB y de la Blue Funnel Line. El Michel se presentó como patrullero británico y exigió al Menelaus que se detuviera, pero su capitán exigió al del Michel el código de reconocimiento. Como esto era imposible, von Ruckteschell ordenó abrir fuego y botar la Esau. El Menelaus comenzó a pedir auxilio en todas las frecuencias, alejándose a toda velocidad del Michel, quedando pronto fuera de su alcance. Puesto que también escapó a los torpedos de la Esau, von Ruckteschell ordenó la retirada ante la previsible llegada de buques de guerra. Esta fue la única vez durante la Segunda Guerra Mundial que un barco atacado por un crucero auxiliar logró escapar.
Tras este fracaso, von Ruckteschell puso rumbo al sur para llevar al Michel a la zona del Océano Índico en que operaba el Thor y para encontrarse con el petrolero Charlotte Schliemann, lo que se produjo el 8 de mayo. El Michel tomó de nuevo combustible y pasó sus prisioneros al Charlotte Schliemann.
El 20 de mayo descubrieron otro mercante en la ruta Montevideo–Ciudad del Cabo. Era el noruego Kattegat, de 4.245 TRB, que viajaba de vacío hacia La Plata. Las primeras salvas destruyeron el puente, la sala de máquinas y la radio, por lo que no pudo ni escapar ni pedir auxilio. No hubo heridos y sus 20 tripulantes subieron a bordo del Michel antes de que el Kattegat fuera hundido con cargas explosivas.
Dos semanas después, el operador de radio del Michel recibió la señal de socorro de un mercante tipo Liberty situado al norte, que había sufrido daños en sus máquinas. Aunque les separaban tres días de viaje, von Ruckteschell ordenó poner rumbo al mercante, al que descubrieron el 5 de junio, cuando su tripulación ya había logrado reparar las máquinas. Aunque la Esau le disparó dos torpedos que impactaron, el George Clymer, de 7.176 TRB, no se hundió y mandó señales de socorro al tiempo que disparaba sus cañones. Puesto que se anunció la llegada de un crucero británico, en el Michel se decidió esperarlo escondidos tras el horizonte. El crucero era el Alcantara, que ya había combatido contra el Thor, quedando gravemente dañado. El Alcantara tomó a la tripulación del George Clymer, que ya se hundía, y se alejó sin que el Michel pudiera intervenir.
El 11 de junio el vigía descubrió al mercante británico Lylepark, de 5.187, que llevaba piezas de aviación de Ciudad del Cabo a Nueva York. Sin previo aviso, el mercante fue cañoneado y al poco tiempo hundido. El Michel rescató a 22 de los 27 tripulantes.
El 21 de junio, el Michel se reunió con el forzador de bloqueo Doggerbank, al que había apresado el Atlantis, y al que traspasó sus 124 prisioneros. Al día siguiente se les unió el petrolero Charlotte Schliemann, que les abasteció de combustible. Después el Michel tomó rumbo norte hacia el Golfo de Guinea, en busca de cargueros que tomaran esa ruta para evadir a los U-Boote.
El 15 de julio avistaron a un gran barco de pasajeros frente a la costa de Angola. Era el Gloucester Castle (de 7.999 TRB, a las órdenes de Herbert H. Rose) de la Union-Castle Line, que sin armas ni escolta transportaba material no militar, correo y pasajeros de Birkenhead a Ciudad del Cabo. El Michel se acercó aprovechando la oscuridad y a las 19 horas abrió fuego. El barco se incenció y hundió rápidamente. Aunque se botó la Esau para recoger náufragos, solo 61 de los 154 pasajeros y tripulantes pudieron salvarse. Entre los muertos había seis mujeres y dos niños.
Pasaron menos de 24 horas antes de que se avistaran otros dos barcos, dos petroleros que navegaban en paralelo, por lo que von Ruckteschell decidió atacar a ambos a la vez por la noche. El más cercano, el William F. Humphrey, de 7.983 TRB y en ruta de Ciudad del Cabo a Trinidad, fue atacado por disparos del Michel y hundido con tres torpedos, mientras que el más lejano, el Aramis, de 7.984, fue torpedeado por la Esau y solo resultó dañado. Por la tarde, el Michel alcanzó al petrolero que huía y lo hundió.
El 9 de agosto, el Michel se encontró ante la costa brasileña con el crucero auxiliar Stier y los capitanes decidieron trabajar juntos, pero von Ruckteschell rechazaba las tácticas de Horst Gerlach, comandante del Stier, de modo que ambos cruceros auxiliares terminaron por seguir cada cual su ruta.
El Michel volvió a patrullar frente a Santa Helena y el 14 de agosto destruyó al británico Arabistan, de 5.874, que navegaba en lastre desde Ciudad del Cabo a Trinidad. El barco se hundió en pocos minutos y solo un tripulante pudo ser rescatado.
El 23 de agosto el Michel se encontró por última vez con el Charlotte Schliemann para tomar combustible, antes de doblar el Cabo de Buena Esperanza hacia el Océano Índico, donde el 10 de septiembre hundió, disparándole de noche desde corta distancia, al estadounidense American Leader, de 6.778 TRB y cargado con 2.000 t de goma, 850 t de coco y 20 t de opio, en ruta de Ciudad del Cabo a Punta Arenas. De los 58 tripulantes sobrevivieron 47 que subieron a bordo del Michel.
Al regresar el Michel al Atlántico el 11 de septiembre para encontrarse con diversos buques de abastecimiento, descubrió al recién construido mercante Empire Dawn, de 7.241 TRB, también en ruta hacia Trinidad. Aunque ya se había detenido y la tripulación abandonó el barco, von Ruckteschell dejó continuar el fuego, matando a la mitad de los 44 tripulantes. Esta fue una de las acusaciones de las que von Ruckteschell fue hallado culpable después de la guerra, cuando lo condenaron a diez años de prisión.
Tras ser abastecido el 21 de septiembre por el forzador de bloqueo Tannenfels, al que el Michel traspasó sus prisioneros, el día 24 tuvo un nuevo encuentro con el Stier y el Uckermark. Luego el Michel tomó de nuevo rumbo al Océano Índico y el 14 de noviembre se encontró con el petrolero Brake, del que tomó combustible, y cuatro días después con el forzador de bloqueo Rhakotis, que regresaba a Francia y se llevó el cuaderno de bitácora del Michel.
La siguiente presa del Michel llegó el 29 de noviembre: el carguero de 5.882 TRB Sawokla, cargado de yute y en ruta de Colombo a Ciudad del Cabo, con quien se encontraron de noche navegando en cursos opuestos y al que enseguida dispararon. Dos impactos de torpedo de la Esau provocaron su rápido hundimiento. De los 59 tripulantes, pudieron salvarse 39.
El 8 de diciembre resultó hundido otro carguero. La tripulación del barco griego Eugenie Livanos (4.816 TRB) estaba celebrando la fiesta de San Nicolás, cuando impactaron dos torpedos de la Esau que lo hundieron. 19 marineros de diversas nacionalidades fueron rescatados. Poco después le llegó a von Ruckteschell la orden de regresar a aguas europeas, para hacer coincidir su regreso con la salida del crucero auxiliar Coronel. El 26 de diciembre le llegó a von Ruckteschell la noticia de que se le habían concedido las hojas de roble para su Cruz de Caballero de la Cruz de Hierro.
El 3 de enero el Michel recibió orden de regresar al Atlántico. Ese día, el vigía descubrió un barco al que alcanzaron por la tarde y hundieron con dos torpedos del Michel y otros dos de la Esau. Rescataron a 27 de los 29 tripulantes del Empire March, barco de 7.040 TRB que iba cargado de hierro, té y cacahuetes de Durban a Trinidad. Seis días después, el Michel recibió la noticia de que no debía intentar romper el bloqueo aliado de Europa, sino dirigirse a Japón. Durante el mes siguiente, el Michel cruzó el Índico y el 10 de febrero llegó al puerto de Yakarta, controlado por los japoneses, y el 18 a Singapur, también bajo ocupación japonesa, donde los prisioneros fueron trasladados a barcos japoneses.
El 2 de marzo llegó el Michel a Kōbe, donde fue recibido por el agregado naval, almirante Paul Wenneker, y por el capitán de navío Günther Gumprich, que fue comandante del crucero auxiliarThor, que hacía poco había explotado en el puerto de Yokohama.

#### Resultados
Al echar el ancla el Michel el 2 de marzo de 1943 en Kōbe, terminó el viaje que comenzó en Kiel el 9 de marzo de 1942, con una duración de 358 días y en el que hundieron 14 barcos enemigos sumando 99.386 TRB. El Michel no perdió en este viaje ninguno de sus tripulantes.
El Michel fue reparado y rearmado en el astillero Mitsubishi. Hellmuth von Ruckteschell, que ya durante el viaje había sufrido migrañas y problemas cardiacos, decidió dejar el mando el 23 de marzo. En su lugar, Günther Gumprich fue nombrado nuevo comandante del Michel.

### Segundo viaje
Después de que el Michel quedara listo para navegar en Kure, su nuevo comandante ordenó levar ancla el 1 de mayo y el Michel navegó hacia el Océano Índico, cruzándolo al oeste de Perth. Desde la explosión del Thor a fines de noviembre de 1942, el Michel era el último crucero auxiliar que se encontraba navegando.
Uno de los aviones de reconocimiento descubrió el 14 de junio un barco al oeste del Michel, al que este persiguió para alcanzarlo en la tarde. Günther Gumprich, acostumbrado a atacar de día con el Thor, que tenía mejores cañones y una andanada de mayor alcance, menospreciaba la táctica de Ruckteschell de los ataques nocturnos por sorpresa, pero como sus medios eran muy limitados, aceptó llevarlo a cabo. Entretanto, el barco fue identificado como el noruego Höegh Silverdawn, de 7.715 TRB, que llevaba carne y suministros bélicos de Fremantle a Basora. Hundido de noche y sin previo aviso con cañonazos y dos torpedos, se pudo rescatar a sus 47 tripulantes, pero seis de los 12 pasajeros murieron.

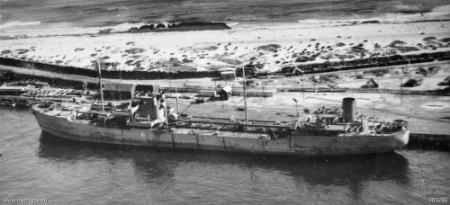
El petrolero Ferncastle, hundido por el Michel

El siguiente barco fue localizado dos días más tarde, 17 de junio, y se trató del petrolero noruego de 9.940 TRB Ferncastle. Después de seguir al barco en la sombra durante todo el día, se acercaron a él de noche, botando la Esau, que alcanzó al petrolero con dos torpedos, por lo que el capitán del Ferncastle pensó al principio que le atacaba un U-Boot y mandó alistar los cañones. Pero al acercarse el Michel, comprendió que no había esperanza y mandó abandonar el barco. De los 37 tripulantes del Ferncastle murieron cinco durante el ataque, 13 fueron rescatados por el Michel y otros 19, entre ellos el capitán, escaparon en un bote salvavidas y alcanzaron 30 días después la costa de Madagascar. Puesto que el Ferncastle pudo enviar una señal de alarma y muchos de los supervivientes se le escaparon, Gumprich decidió poner rumbo al Pacífico, donde el Michel cruzó ante la costa de Chile sin éxito. Por fin el 1 de agosto pudieron ver un barco, pero no atacarlo, porque Gumprich temió que se tratara de un crucero auxiliar.
El 29 de agosto el vigía avistó un crucero norteamericano, al que erróneamente identificó como de la clase Pensacola, por lo que Gumprich ordenó inmediatamente virar al norte. En realidad, se trataba del crucero ligero Trenton, de la clase Omaha. El 10 de agosto fue localizado un mercante, el petrolero noruego de 9.977 TRB India, en ruta desde Perú a Sídney, al que persiguieron hasta hacerse de noche. Acercándose en la oscuridad, lo hundieron. Puesto que la primera salva provocó el incendio de los depósitos de petróleo, el barco se convirtió pronto en un infierno ardiente y ninguno de sus 41 tripulantes sobrevivió.
El Michel tuvo un peculiar encuentro con barcos enemigos el 29 de septiembre, al encontrarse en plena noche en medio de un convoy escoltado por destructores rumbo a Hawái. Aunque no fue desenmascarado, Gumprich decidió separarse prudentemente del convoy, y lo consiguió.

## Hundimiento
Como en el Pacífico ya no operaba ningún buque de abastos alemán, Grumprich se vio obligado a regresar a Japón para cargar combustible. De regreso a Yokohama, el Michel fue descubierto por el submarino norteamericano Tarpon en la noche previa al 17 de octubre. Navegando en superficie, el Tarpon siguió al Michel hasta ponerse en posición de tiro. A la 1:56 disparó cuatro torpedos, dos de los cuales impactaron en el Michel. Este se detuvo, pero volvió a arrancar con rumbo de colisión hacia el submarino, que hizo inmersión y volvió a emerger detrás del Michel, lanzando una nueva salva de torpedos, uno de los cuales impactó en la popa del Michel, provocando una gran explosión y el hundimiento del barco en pocos minutos (posición). De los 373 tripulantes murieron 263, entre ellos también el comandante Günther Gumprich.

## Hundimientos

### Primer viaje
|    | Nombre              | Tipo      | País           | Fecha                    | Arqueo en TRB | Carga/pasajeros                                                                          | Posición                        |
| 1  | Patella             | petrolero | Reino Unido    | 19 de abril de 1942      | 7.469         | 9.911 t de petróleo                                                                      | Sur 22 59 18,4 Oeste 20 8 0,1   |
| 2  | Connecticut         | petrolero | Estados Unidos | 22 de abril de 1942      | 8.684         | gasolina                                                                                 | (Posición-23-15)                |
| 3  | Kattegat            | carguero  | Noruega        | 20 de mayo de 1942       | 4.245         | ninguna                                                                                  | (Posición-28.183333-11.5)       |
| 4  | George Clymer       | carguero  | Estados Unidos | 6 de junio de 1942       | 7.176         | 24 aviones                                                                               | Sur 14 46 39,1 Oeste 18 40 25,7 |
| 5  | Lylepark            | carguero  | Reino Unido    | 11 de junio de 1942      | 5.186         | suministros bélicos                                                                      | Sur 13 47 13,5 Oeste 10 5 17,3  |
| 6  | Gloucester Castle   | pasajeros | Reino Unido    | 15 de julio de 1942      | 8.006         | carga, correo y pasajeros                                                                | Sur 10 7 17,9 Oeste 5 6 30,5    |
| 7  | William F. Humphrey | petrolero | Estados Unidos | 16 de julio de 1942      | 7.893         | ninguna                                                                                  |                                 |
| 8  | Aramis              | petrolero | Noruega        | 17 de julio de 1942      | 7.984         | ninguna                                                                                  | (Posición-5.25-3.85)            |
| 9  | Arabistan           | carguero  | Reino Unido    | 14 de agosto de 1942     | 5.874         | ninguna                                                                                  | S 11 32 37,2 W 26 3 26,9        |
| 10 | American Leader     | carguero  | Estados Unidos | 10 de septiembre de 1942 | 6.778         | 850 t de aceite de coco 400 t de copra, 100 t de especias, 200 t de grasa y 20 t de opio | Sur 34 14 55,0 Este 1 50 45,3   |
| 11 | Empire Dawn         | carguero  | Reino Unido    | 11 de septiembre de 1942 | 7.241         | ninguna                                                                                  | Sur 7 5 25,8 Este 3 33 47,0     |
| 12 | Sawokla             | carguero  | Estados Unidos | 29 de noviembre de 1942  | 5.882         | yuta, lona                                                                               | Sur 27 54 29,3 Este 53 57 39,1  |
| 13 | Eugenie Livanos     | carguero  | Grecia         | 8 de diciembre de 1942   | 4.861         | bebidas alcohólicas                                                                      | Sur 27 18 15,8 Este 53 26 44,7  |
| 14 | Empire March        | carguero  | Reino Unido    | 2 de enero de 1943       | 7.040         | hierro, té, yuta y cacahuetes                                                            | Sur 34 52 47,4 Oeste 15 14 22,4 |

Total: 14 barcos con 99.368 TRB

### Segundo viaje
|   | Nombre           | Tipo      | País    | Fecha                    | Arqueo en TRB | Carga                                                           | Posición                        |
| 1 | Hoegh Silverdawn | carguero  | Noruega | 15 de junio de 1943      | 7.715         | carne, suministros bélicos, vehículos y combustible de aviación | Sur 25 42 14,1 Este 91 59 43,2  |
| 2 | Ferncastle       | petrolero | Noruega | 17 de junio de 1943      | 9.940         | Gasolina                                                        | Sur 24 51 24,4 Este 96 53 20,9  |
| 3 | India            | petrolero | Noruega | 11 de septiembre de 1943 | 9.977         | Petróleo                                                        | Sur 19 58 38,5 Oeste 115 26 3,1 |

Total: 3 barcos con 27.632 TRB